# Élections cantonales de 1925 en Guadeloupe
Les élections cantonales ont eu lieu pour le premier tour le 6 septembre et pour le second tour le 13 septembre dans la colonie de la Guadeloupe.
Ce conseil général colonial dispose de compétences, notamment financières, plus étendues qu'un Conseil général de métropole.

## Mode de scrutin
Les trente-six conseillers généraux de la colonie de la Guadeloupe sont élus au suffrage universel masculin, dans le cadre de onze cantons. Ils sont renouvelés par moitié tous les trois ans.
Le mode d'élection choisi est le scrutin majoritaire plurinominal à deux tours :
- au premier, il faut obtenir la majorité des voix plus une et au moins un quart du vote des inscrits sur les listes électorales ;
- au second tour (ballotage), le (ou les) candidat(s) avec le plus de voix est élu.

### Augmentation du nombre de conseillers
- La circonscription d’élection est le canton, les trente-six sièges étant répartis en fonction de la population des cantons.

| Basse-Terre      | 5   |  |  |
| Lamentin         | 4   |  |  |
| Port-Louis       | 3 1 |  |  |
| Capesterre       | 3   |  |  |
| Pointe-Noire     | 2   |  |  |
| Saint-Barthélemy | 1   |  |  |
|                  |     |  |  |
| Total            | 36  |  |  |

## Campagne
Elle oppose surtout deux groupes politiques, liés à de grands élus.
- L'union républicaine, socialiste et radicale : elle regroupe les soutiens du député Gratien Candace. Lui-même ancien socialiste, il siège comme un modéré dans le groupe républicain socialiste. Président depuis du Conseil général depuis 1921, il est très proche du gouverneur qui influence et couvre les fraudes électorales de ses partisans.

- L'union républicaine : liée à l'ancien député radical-socialiste Achille René-Boisneuf. D'abord allié à Gratien Candace au scrutin de 1919, il s'en sépare devant sa non-sélection pour la réélection lors des législatives de 1924.

Les socialistes (SFIO et indépendants), regroupés autour de Hildevert-Adolphe Lara et de son journal "Le Nouvelliste", après avoir combattu Achille René-Boisneuf au début des années 1920, le rejoignent dans l'opposition au « candacisme ».

## Arrondissement de Basse-Terre

### Canton de Basse-Terre
- Cinq conseillers sont à élire.

| Candidats | Candidats            | Étiquette          | Premier tour | Premier tour | Ballotage | Ballotage |
| Candidats | Candidats            | Étiquette          | Voix         | %            | Voix      | %         |
| --------- | -------------------- | ------------------ | ------------ | ------------ | --------- | --------- |
|           | Arnould Nicolas      | Radical-socialiste | 1 278        | 68,71        | 1 499     |           |
|           | Georges Favreau      | Radical-socialiste | 1 261        | 67,80        | 1 473     |           |
|           | Maurice Marie-Claire | Radical-socialiste | 1 190        | 63,98        | 1 412     |           |
|           | Joseph Blandin       | Radical-socialiste | 1 143        | 61,45        | 1 421     |           |
|           | Maurice d'Alexis     | Radical-socialiste | 1 019        | 54,79        | 1 318     |           |
|           | Cléomir Bélair       | Rép. socialiste    | 673          | 36,18        | 482       |           |
|           | Gabriel Sinéus       | Rép. socialiste    | 624          | 33,55        |           |           |
|           | Auguste Lacrosil     | Rép. socialiste    | 591          | 31,77        | 386       |           |
|           | Gerville Michineau   | Rép. socialiste    | 570          | 30,65        | 363       |           |
|           | Louis de Meynard     | Rép. socialiste    | 498          | 26,77        | 402       |           |
|           | Marc Blandin         | Rad ind            | 147          | 7,90         |           |           |
|           | Alexandre Glaude     | Rép. socialiste    | /            | /            | 538       |           |
|           |                      |                    |              |              |           |           |
| Inscrits  | Inscrits             | Inscrits           | 5 837        | 100,00       | 5 837     | 100,00    |
| Votants   | Votants              | Votants            | 1 873        | 32,09        |           |           |
| Exprimés  | Exprimés             | Exprimés           | 1 860        | 99,31        |           |           |

*sortant

### Canton de Capesterre
- Trois conseillers sont à élire.

| Candidats | Candidats             | Étiquette          | Premier tour | Premier tour |
| Candidats | Candidats             | Étiquette          | Voix         | %            |
| --------- | --------------------- | ------------------ | ------------ | ------------ |
|           | Edmond Bolivar *      | Rép. socialiste    | 1 355        | 61,31        |
|           | Léon-Seymour Philis * | Rép. socialiste    | 1 403        | 63,48        |
|           | Alcide Galloy *       | Rép. socialiste    | 1 299        | 58,78        |
|           | Paul Latapie *        | Radical-socialiste | 832          | 37,65        |
|           | Achille René-Boisneuf | Radical-socialiste | 808          | 36,56        |
|           | Louis Nétry           | Radical-socialiste | 733          | 33,17        |
|           |                       |                    |              |              |
| Inscrits  | Inscrits              | Inscrits           | 5 071        | 100,00       |
| Votants   | Votants               | Votants            | 2 223        | 43,84        |
| Exprimés  | Exprimés              | Exprimés           | 2 210        | 99,42        |

*sortant

### Canton de Pointe-Noire
- Deux conseillers sont à élire.

| Candidats | Candidats              | Étiquette          | Premier tour | Premier tour | Ballotage | Ballotage |
| Candidats | Candidats              | Étiquette          | Voix         | %            | Voix      | %         |
| --------- | ---------------------- | ------------------ | ------------ | ------------ | --------- | --------- |
|           | Hildevert-Adolphe Lara | SFIO               | 574          | 65,53        | 734       |           |
|           | Béranger d'Alexis      | Radical-socialiste | 449          | 51,26        | 673       |           |
|           | Charles Valentin *     | Rép. socialiste    | 353          | 40,30        | 484       |           |
|           | Vincent Honoré         | Rép. socialiste    | 351          | 40,07        | 402       |           |
|           |                        |                    |              |              |           |           |
| Inscrits  | Inscrits               | Inscrits           | 3 349        | 100,00       | 3 349     | 100,00    |
| Votants   | Votants                | Votants            | 886          | 26,46        |           |           |
| Exprimés  | Exprimés               | Exprimés           | 876          | 98,87        |           |           |

*sortant

### Canton de Saint-Barthélemy
- Un conseiller est à élire.

| Candidats | Candidats      | Étiquette          | Premier tour | Premier tour |
| Candidats | Candidats      | Étiquette          | Voix         | %            |
| --------- | -------------- | ------------------ | ------------ | ------------ |
|           | Hubert Ancelin | Rép. socialiste    | 211          | 69,41        |
|           | Eugène Graëve  | Radical-socialiste | 94           | 30,92        |
|           |                |                    |              |              |
| Inscrits  | Inscrits       | Inscrits           | 638          | 100,00       |
| Votants   | Votants        | Votants            | 310          | 48,59        |
| Exprimés  | Exprimés       | Exprimés           | 304          | 98,07        |

*sortant

## Arrondissement de Pointe-à-Pitre

### Canton de Lamentin
- Quatre conseillers sont à élire.

| Candidats | Candidats                 | Étiquette          | Premier tour | Premier tour |
| Candidats | Candidats                 | Étiquette          | Voix         | %            |
| --------- | ------------------------- | ------------------ | ------------ | ------------ |
|           | Achille René-Boisneuf     | Radical-socialiste | 1 452        | 69,81        |
|           | André Nata                | Radical-socialiste | 1 312        | 63,08        |
|           | Maurice François          | Radical-socialiste | 1 304        | 62,69        |
|           | Pierre Bouverat *         | Radical-socialiste | 1 203        | 57,84        |
|           | Léonard Chalus            | FSAG               | 630          | 30,29        |
|           | Hégésippe Légitimus       | FSAG               | 561          | 26,97        |
|           | Hector Liber              | FSAG               | 561          | 26,97        |
|           | Pierre Blanche            | FSAG               | 551          | 26,49        |
|           | Jules-Guillaume Bajazet * | diss Rad-soc       | 215          | 10,34        |
|           | Siffrin Beauvarlet        | diss Rad-soc       | 203          | 9,76         |
|           | V. Chathuant              | diss Rad-soc       | 170          | 8,17         |
|           |                           |                    |              |              |
| Inscrits  | Inscrits                  | Inscrits           | 6 245        | 100,00       |
| Votants   | Votants                   | Votants            | 2 099        | 33,61        |
| Exprimés  | Exprimés                  | Exprimés           | 2 080        | 99,10        |

*sortant

### Canton de Port-Louis
- Trois conseillers sont à élire.

| Candidats | Candidats          | Étiquette          | Premier tour | Premier tour | Ballotage | Ballotage |
| Candidats | Candidats          | Étiquette          | Voix         | %            | Voix      | %         |
| --------- | ------------------ | ------------------ | ------------ | ------------ | --------- | --------- |
|           | Jacques Edwige     | Radical-socialiste | 828          | 77,46        | 808       |           |
|           | Emmanuel Boutin    | Radical-socialiste | 718          | 67,17        | 704       |           |
|           | Joseph Toni-Quinon | Radical-socialiste | 535          | 50,05        | 672       |           |
|           | Fernand Balin      | Rép. socialiste    | 334          | 31,24        | 319       |           |
|           | Ernest Marthe      | Rép. socialiste    | 229          | 21,42        | 7         |           |
|           | Louis Nubret *     | Rép. socialiste    | 163          | 15,25        |           |           |
|           | Emmanuel Sénac     |                    | 109          | 10,20        | 9         |           |
|           |                    |                    |              |              |           |           |
| Inscrits  | Inscrits           | Inscrits           | 3 426        | 100,00       | 3 426     | 100,00    |
| Votants   | Votants            | Votants            | 1 086        | 31,70        |           |           |
| Exprimés  | Exprimés           | Exprimés           | 1 069        | 98,43        |           |           |

*sortant

### Sources
- Bibliothèque de l'Université de Floride : https://ufdc.ufl.edu/fr
- Journal officiel de la Guadeloupe
- Le Progrès de la Guadeloupe[2]
- Le Courrier de la Guadeloupe[3]